# Константинов (Сумская область)
Константинов (укр. Костянтинів) — село,
Кулешовский сельский совет,
Недригайловский район,
Сумская область,
Украина.
Код КОАТУУ — 5923583603. Население по переписи 2001 года составляло 161 человек .

## Географическое положение

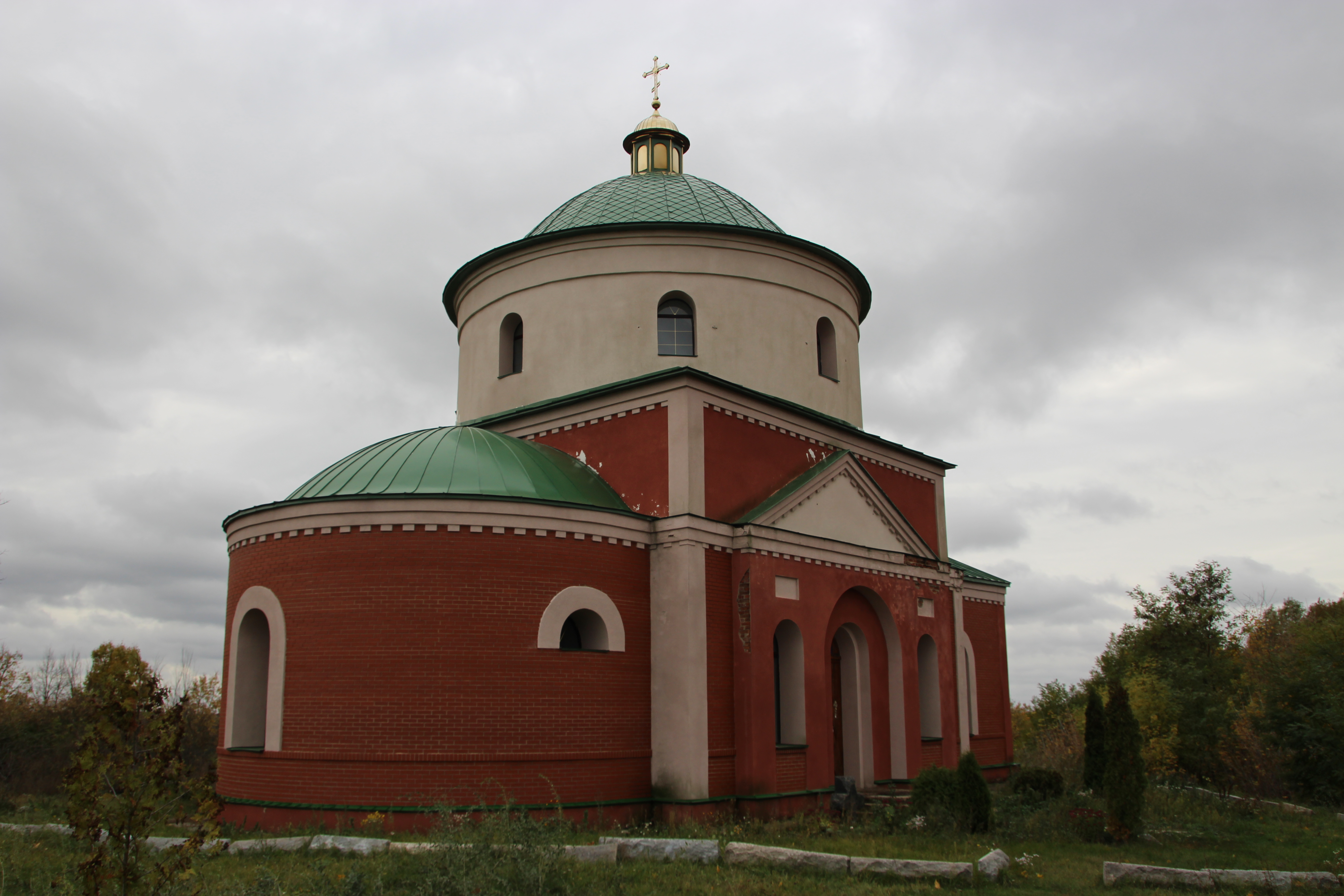
Церковь Успения Пресвятой Богородицы

Село Константинов находится на правом берегу реки Сула в месте впадения в неё реки Хусь,
выше по течению на расстоянии в 1,5 км расположено село Бродок,
ниже по течению на расстоянии в 3 км расположено село Ракова Сечь,
на противоположном берегу — сёла Курманы и Березняки.
По селу протекает пересыхающий ручей с запрудой.
Река в этом месте извилистая, образует лиманы, старицы и заболоченные озёра.